# Rigsråd

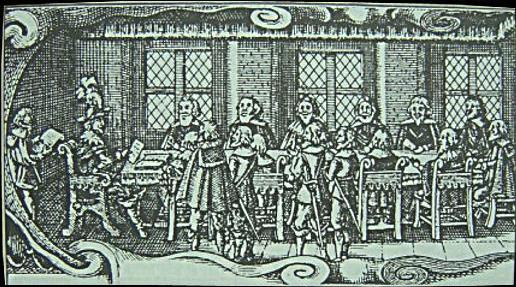
La riunione del Consiglio nazionale sotto la presidenza di re Cristiano IV

Il Rigsråd (o Consiglio del Regno o Consiglio della Corona) di Danimarca erano i consiglieri del Re che sono divenuti man mano ad essere rappresentanti dei magnati e dei nobili. Dal 1320 emerge chiaramente la sua forza e dal 1440 è l'avversario permanente del potere reale, sostituendo il Danehof.
Rigsråd ha due significati: Rigsrådet (Consiglio della Corona) è l'insieme dei membri che lo compongono (vedi sotto), mentre il rigsråd era un titolo di un membro di questo gruppo (che consisteva di diversi rigsråder - Consiglieri).
Il Rigsrådet (Consiglio della Corona) è stato dalla fine del XII secolo un "Consiglio" dei grandi uomini della nazione, sia clero che nobiltà. Durò fino a quando fu introdotta la monarchia assoluta nel 1660. Prima della Riforma protestante ci sono stati fino a 30 membri, nel XVI secolo solo 23. Il re ha convocato il Consiglio e nominato i rigsråderne a vita.
Il "Rigsrådet" era composto da nobili che sono stati nominati sia dal re sia dai loro pari nel Consiglio. Fino alla Riforma Protestante del 1536, i vescovi erano membri di diritto. Così vi erano gli alti funzionari dello Stato (oggi i "ministri"), mentre gli inferiori al rango di "ministro" non hanno avuto alcun diritto formale di partecipare. I parlamentari di secondo piano del Consiglio hanno preso parte ai negoziati quotidiani riguardanti le problematiche e l'amministrazione, votato e hanno assunto compiti diplomatici. La maggior parte di loro erano signori, cavalieri, proprietari terrieri che dovevano anche prendersi cura delle loro terre.
Nel complesso il ruolo del Consiglio è stato governare insieme con il re, per controllarlo e gestire meglio gli affari di Stato. I consiglieri sono stati visti come una garanzia nei confronti della nobiltà (e in teoria anche verso "il popolo"), garantendo che è stato fatto tutto nel modo giusto. Il Consiglio ha ripreso a governare nel periodo intercorrente tra una successione e la nomina del re o gli interregni. Esso ha condotto i negoziati sulla creazione di un nuovo haandfæstning (rilegato a mano) e in teoria ha anche chiamato alla ribellione contro i re che non mantenevano le loro promesse, un diritto che è stato utilizzato nel 1523. Tuttavia nel XVI secolo non era abbastanza inusuale che i consiglieri in una certa misura venivano identificati come lo Stato che respinge le richieste troppo stravaganti dei gentry (signorotti di campagna) danesi. In fondo, con queste prerogative, erano essi stessi che rappresentavano la risposta danese alla nobiltà.
Il numero dei consiglieri non è stato definito. Normalmente era circa 20, ma di volta in volta i deceduti potevano ridurne il numero, allorquando erano integrati da nomine fatte insieme. Nel 1648 è stato infine fissato a 23.
L'autorità del "Rigsrådet" è stata indiscutibile ed entro certi limiti i Re hanno anche cercato di collaborare. Tuttavia la maggior parte dei re hanno trascurato alcune delle regole e, per esempio, le questioni estere hanno presentato molte scappatoie. Le molte sconfitte militari del XVII secolo e in particolare i crescenti problemi economici e il conservatorismo della nobiltà hanno anche indebolito il prestigio del Consiglio e il re gradualmente ha cercato di rafforzare la sua influenza. Alla introduzione della monarchia assoluta nel 1660 il Consiglio è stato abolito.
La parola ”Rigsråd” è stato ripresa in Danimarca nel XIX secolo. Dal 1854 al 1866 è stata utilizzato per un apposito consiglio federale per trattare tutte le questioni giuridiche comuni della Danimarca e Schleswig-Holstein, dal 1863 della Danimarca e del solo Schleswig. Aveva poche cose in comune con la sua vecchia omonima istituzione. La perdita dello Schleswig nel 1864 lo ha reso superfluo ed è stato abolito dalla nuova costituzione due anni dopo.